# Jacek Kasprzyk (polityk)
Jacek Franciszek Kasprzyk (ur. 21 sierpnia 1960 w Częstochowie) – polski polityk, poseł na Sejm X, II, III, IV i VI kadencji (1989–1991, 1993–2005, 2010–2011).

## Życiorys
Ukończył w 1980 Technikum Techniczno-Hutnicze, a następnie studia z zakresu pedagogiki pracy w Wyższej Szkole Pedagogicznej w Częstochowie. Od lat 80. zawodowo związany z Hutą Częstochowa, objął w niej m.in. funkcję doradcy zarządu ds. komunikacji społecznej. Przewodniczył zakładowej strukturze Związku Socjalistycznej Młodzieży Polskiej. Był radnym Wojewódzkiej Rady Narodowej (1984–1988).
Był posłem X kadencji z ramienia Polskiej Zjednoczonej Partii Robotniczej (przed drugą turą dostał poparcie od „Solidarności”) wybranym w okręgu częstochowskim oraz II, III i IV kadencji z listy Sojuszu Lewicy Demokratycznej z okręgów częstochowskich: nr 9 i nr 28. W latach 90. należał do Ruchu Ludzi Pracy, a następnie do Polskiej Partii Socjalistycznej, w której pełnił funkcję wiceprzewodniczącego (był też przewodniczącym struktur partii w województwie śląskim). W 2001 został wykluczony z PPS za poparcie kandydatury Aleksandra Kwaśniewskiego w wyborach prezydenckich rok wcześniej. Należał później do SLD, a w 2004 przeszedł do Socjaldemokracji Polskiej.
W 2005 i 2007 bez powodzenia kandydował w wyborach parlamentarnych. W 2006 objął mandat radnego rady miejskiej Częstochowy, utrzymał go także w 2010. 16 grudnia 2010 objął mandat posła VI kadencji w miejsce Krzysztofa Matyjaszczyka, wstąpił do klubu poselskiego SLD.
W 2011 bezskutecznie kandydował w wyborach parlamentarnych, oddano na niego 3668 głosów (1,63% głosów oddanych w okręgu). W 2015 ponownie startował do Sejmu, kandydując z listy Zjednoczonej Lewicy (nadal należąc do SDPL), która nie zdobyła mandatów.
W 1988 odznaczony Brązowym Krzyżem Zasługi.